# Linie 5 (dokumentarfilm fra 1972)
|  | Denne artikel er oprettet af botten PalnaBot ud fra en ekstern database. Den kan derfor have sproglige fejl eller mangler. Denne skabelon kan fjernes efter kontrol af indholdet. |

 For alternative betydninger, se Linie 5. (Se også artikler, som begynder med Linie 5)
Linie 5 er en dokumentarfilm instrueret af Helle Byskov efter manuskript af Helle Byskov, Helge Strunk.

## Handling
Stemninger omkring Københavns sidste sporvognslinje - og dens nedlæggelse i april 1972. Billeder af sporvogne, gader, remiser og mennesker.